# Jack Hills
Jack Hills je pohoří v Západní Austrálii. Leží jižně od řeky Murchison, asi 800 km od Perthu. Jsou známé jako zdroj nejstaršího materiálu pozemského původu, objeveného k dnešnímu dni, Hadaiských zirkonů, které se tvořily asi před 4,39 miliardami let. Tyto zirkony umožnily průlomový výzkum podmínek na Zemi v hadejském eonu. V roce 2015 byly zbytky biotického života nalezeny ve 4,1 miliard let starých horninách. Kvůli tomuto nálezu bylo pohoří v roce 2003 navrženo do Register of the National Estate (=Australského registru národního majetku) - viz Zachování.

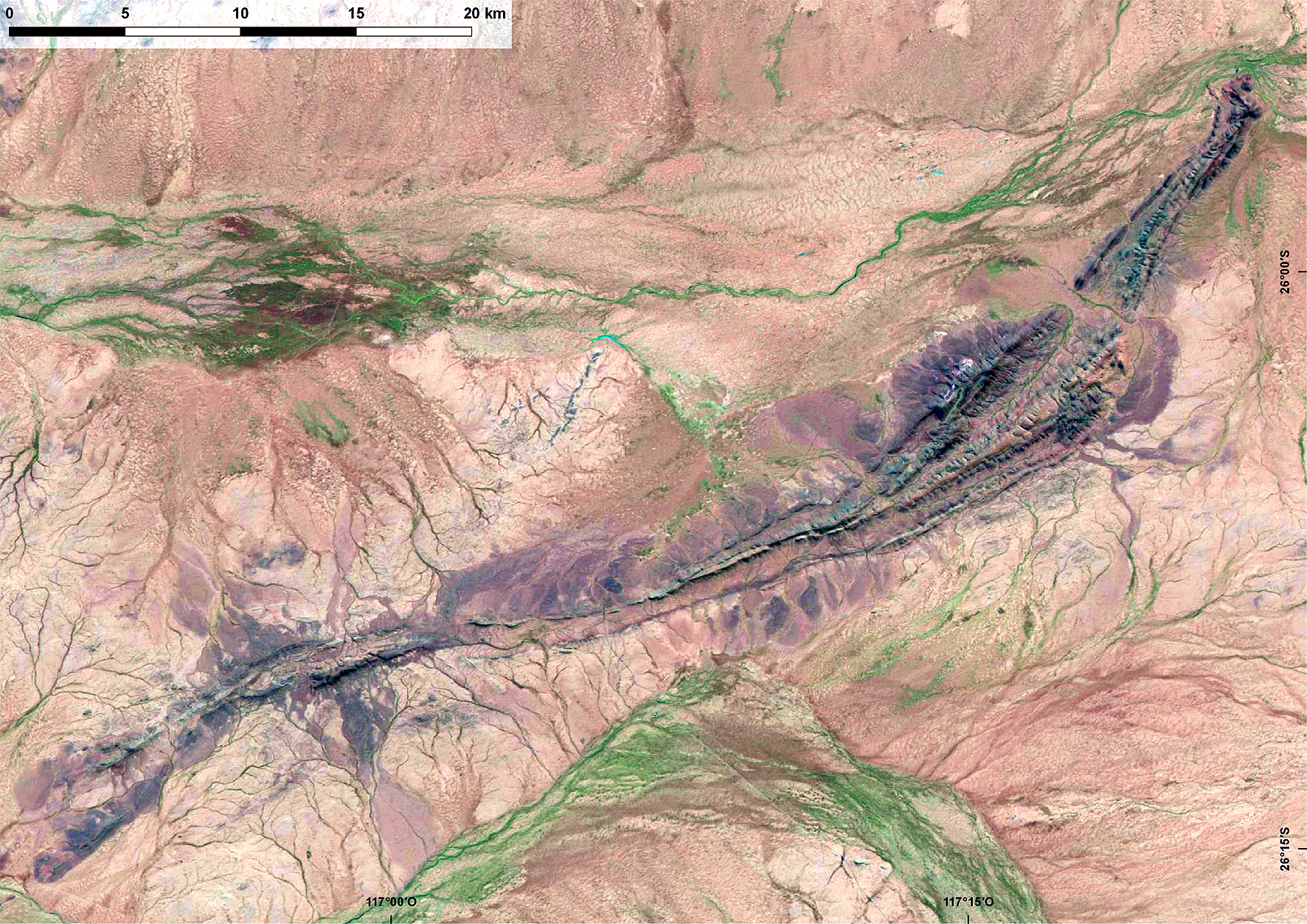
Jack Hills, letecká fotografie, 5 TM, 2009-07-14

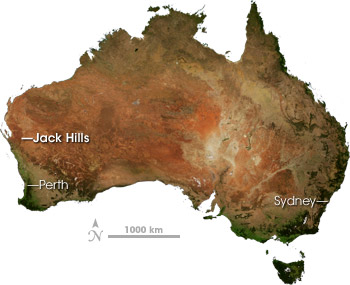
Poloha Jack Hills na území Austrálie

## Geologie
Jack Hills leží v horském systému Narryer Gneiss Terrane na hranici Yilgarnského a Meekatharrského štítu, v Západní Austrálii, zahrnující 80 kilometrů (50 mi) dlouhý severovýchodní-horský pás složených z metamorfovaných supracrustálních hornin. Sedimentární siliciklastické horniny, interpretované jako naplaveniny deltového ústí, jsou hlavním objektem zkoumání litologie. V sekvenci jsou také nalezeny drobné mafické/ultramafické horniny a formování pruhovaného železa (BIF). Celková sekvence je obecně považována za granulitovou ruhu, která prošla více deformacemi a více metamorfními epizodami. Protolitní věk Narryer Gneiss Terrane je variabilní, ale obecně se považuje za přesahující 3,6 Ga (miliarda let).

## Nejstarší zirkony na Zemi
V těchto horninách byly nalezeny detitální zirkony s věkem přesahujícím 4 miliardy let a na Erawandoo Hill byl nalezen ±8 milionů let starý zirkon, jedná se o nejstarší datovaný materiál pocházející ze Země; datum je v kryptické éře hadejského eonu. Byl nalezen v jednotce supracrustální sekvence, metamorfovaný konglomerát s předpokládaným věkem ~ 3,0 Ga. Vzhledem k detritální povaze skalní jednotky jsou zirkony získávány z již existujících hornin, které byly poté zvětralé a výsledný sediment byl uložen jako sedimentární hornina. Zirkony a různé aspekty jejich geochemie svědčí o existenci kontinentální kůry na povrchu Země během Hadaika, v kontrastu s dřívějšími představami o nejranější fázi dějin Země. Dále, izotopové poměry kyslíku v zirkonech poskytují důkaz přítomnosti kapalné vody na povrchu, ne-li vodního oceánu; také kontrastují s dřívějšími představami o historii Země. Teorie o vlhkých a chladných podmínkách před pozdním těžkým bombardováním byla propagována jako Cool Early Earth.

## Ekonomická geologie
Pásová železná formace Jack Hills je místem nepracovního malého železného rudného dolu ve vlastnictví Mitsubishi Development Pty Ltd, stoprocentní dceřiné společnosti Mitsubishi Corporation, která v minulosti exportovala až 3 miliony tun ročně vysoce kvalitního detitálního hematitu železná ruda přes přístav Geraldton. Další společnosti působící v této oblasti plánují také velké železné rudy na bázi magnetitu BIF.

## Zachování
Kvůli jejich důležitosti jako místo geologického výzkumu byly Jack Hills nominovány do Registru národního majetku v roce 2003. Od roku 2009 mají „prozatímní výpis“, což znamená, že byly formálně navrženi pro zařazení do registru.